# Kamp Rees

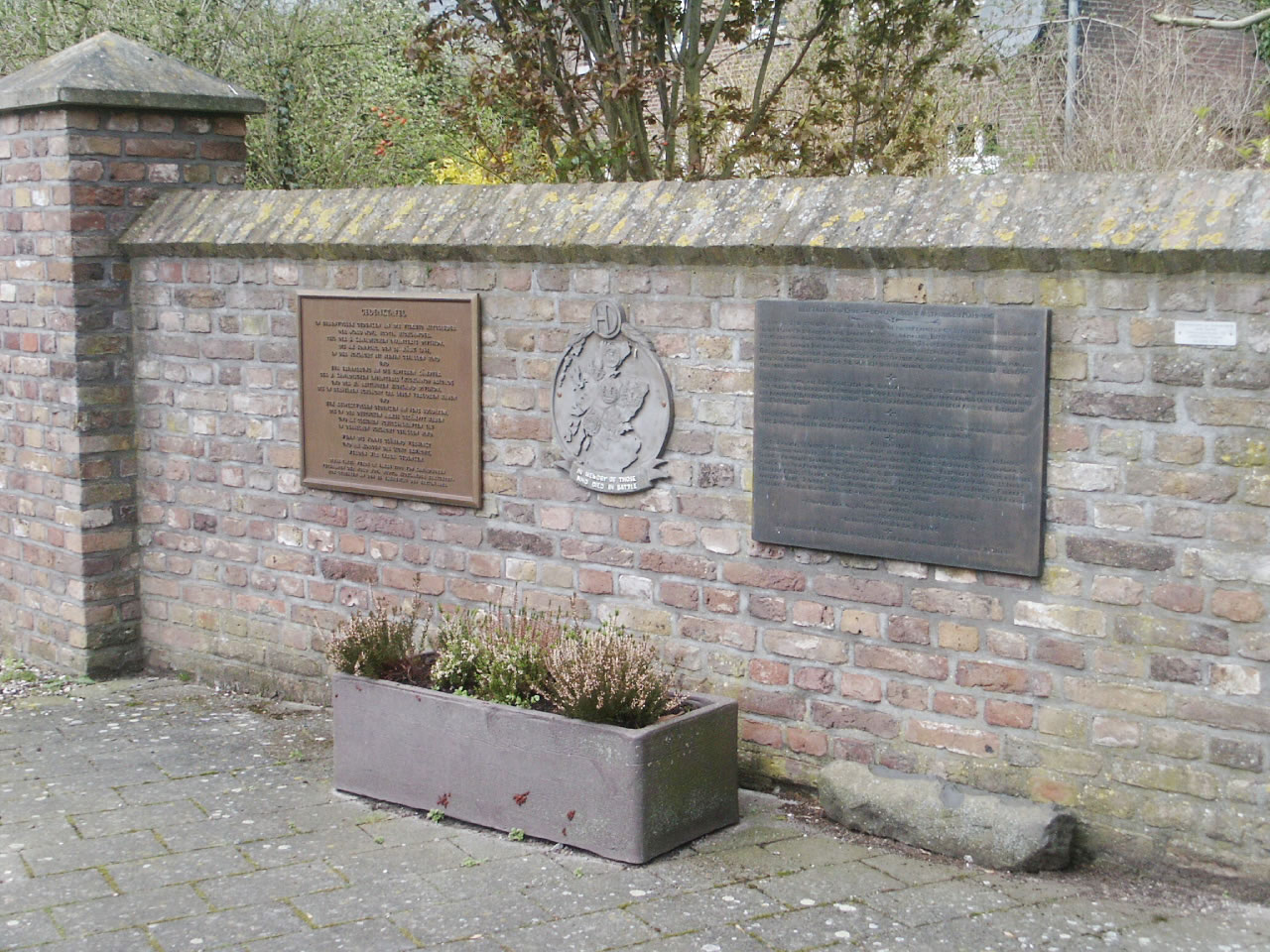
Bienen: oorlogsmonument met plaquettes

Kamp Rees (ook: Arbeitslager Groin) was in de Tweede Wereldoorlog van 1944 tot 1945 een concentratiekamp in nazi-Duitsland. Het kamp lag aan de oostzijde van de Rijn in Rees in de buurtschap Groin vlak over de Nederlandse grens. Het kamp was geen strafkamp, maar een arbeidskamp. De gevangenen moesten er dwangarbeid verrichten. De werkzaamheden bestonden uit de aanleg van militaire versterkingen, zoals het graven van sloten die moesten dienen als tankgracht.

## Locatie en naam
De locatie van Kamp Rees was een uit 1850 stammende dakpannenfabriek van de familie Boers. Het terrein werd als arbeidskamp gebruikt van november 1944 tot 23 maart 1945. De grenzen van het kampterrein aan de Melatenweg werden bepaald door een moerasgebied, bosschages en een tramlijn aan de voorzijde. Op 18 december 1944 kreeg het kamp officieel de status Lager, met als naam "Ausländerlager Groine, Bauabschnitt Röhrig, Einheit Heinze". Deze naam was afgeleid van de namen van de kampleiders. Een aantal gevangenen was ondergebracht in hallen in Bienen, net ten westen van Rees.

## Aantal en herkomst van de gevangenen
Gedurende het bestaan van het kamp zaten er in totaal 3.500 mannen van verschillende nationaliteiten gevangen. Het grootste deel van de gevangenen bestond uit Nederlanders, onder andere uit Haarlem, Scheveningen, Den Haag, Leiden, Delft, Rotterdam, Twello, Groningen, Arnhem en Apeldoorn. Daarnaast waren er ook andere nationaliteiten, zoals Russen, Roemenen, Polen, Fransen en Italianen.

## Kampleiding
De leiding van het kamp was in handen van twee kampleiders, Petrus D. Röhrig en Arnold F. Heinze. Kamparts was Hans O. E. Brunner. Daarnaast waren er een dertigtal SA-bewakers die samen met de Gruppenführer het bevel hadden over de te werk gestelde gevangenen op verschillende locaties rondom het terrein. De behandeling van de gevangenen was slecht. Bij ongehoorzaamheid of uitputting werden er vaak stokslagen gegeven, soms tot de gevangenen stierven. Het totaal aantal doden is gesteld op 247, maar andere schattingen gaan uit van meer dan 300.

## Omstandigheden

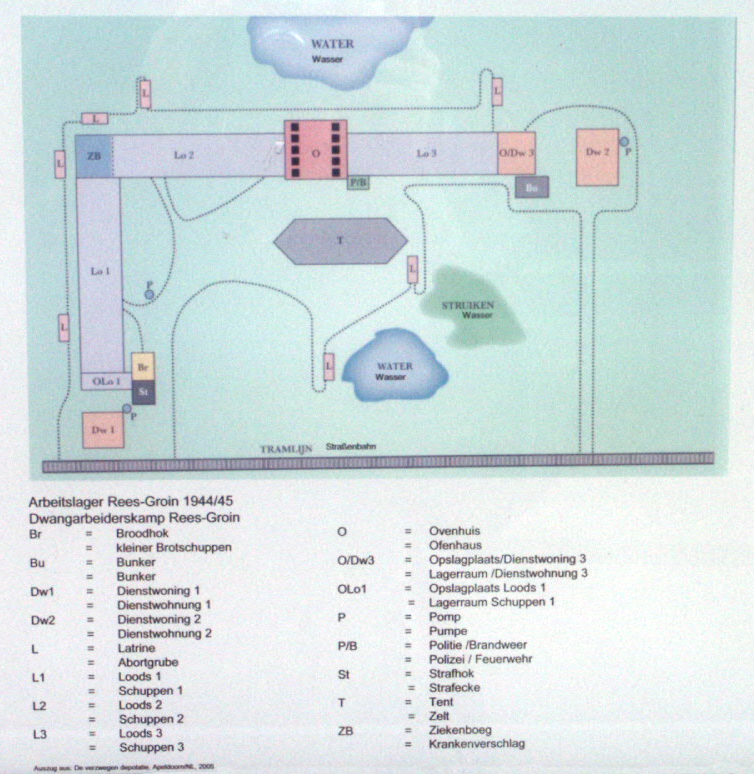
Plattegrond van het kamp

De omstandigheden in het kamp waren slecht. Het was een modderig terrein, met slechts één werkende pomp en een paar geïmproviseerde latrines. De gevangenen sliepen veelal in tenten en kleding was schaars. Deze werd niet door de kampleiding verstrekt, waardoor de gevangenen, veelal haastig opgepakt tijdens razzia's, het met hun eigen kleding moesten doen. Het dagelijks rantsoen bestond uit verdunde aardappelsoep en Duitse 'Kuch', die verstrekt werden na de werkdag. Door de barre omstandigheden werden veel gevangenen ziek.
Net als in andere kampen was er een vaste dagelijkse routine. Deze bestond uit:
Om 06.15 uur reveille.
Om 07.15 uur aantreden voor het appel.
Om 07.30 uur appel.
Om 07.45 uur afmars naar het werk.
Om 08.00 uur begin van de arbeid.
Van 12.00 uur tot 13.00 uur rust.
Van 13.00 uur tot 16.00 uur werken.
Om 16.00 uur afmars, terug naar het kamp.
Om 18.30 uur, afhalen van brood of soep.

## Hulp van buitenaf

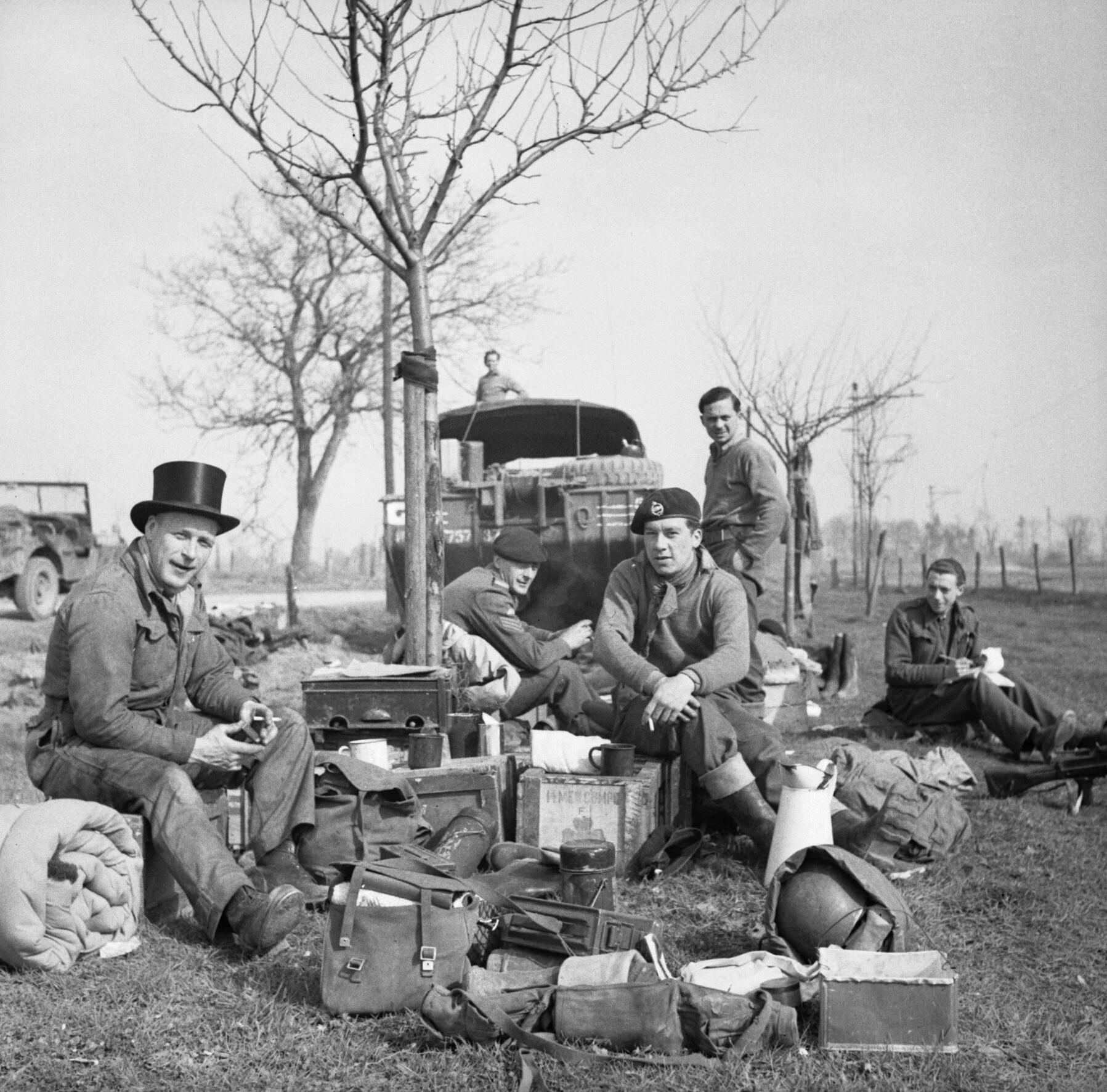
25 maart 1945: geallieerde troepen op de oostelijke Rijnoever

Hoewel de bewaking streng was en de sancties op 'hulp aan de vijand' zwaar waren, slaagden omwonenden, onder meer uit het dorpje Bienen, erin om van buitenaf hulp te bieden in de vorm van voedsel en kleding. Vanaf december 1944 lukte het de eerste gevangenen via Megchelen in de richting Gaanderen te ontvluchten. Ze werden in Nederland opgevangen door de familie Venhorst die daarna een ondergronds netwerk heeft opgezet om gevangenen te begeleiden na hun ontsnapping. Het totale aantal succesvolle ontsnappingen is niet precies bekend.

## Bevrijding
Rees werd op 23 maart 1945, kort na de Operatie Veritable met de slag om het Reichswald, platgebombardeerd door de Engelsen en de Schotten (51e (Hoogland) Infanteriedivisie). Twee dagen later, op 25 maart 1945 om 12:00 werd het kamp bevrijd en werden de nog aanwezige Duitsers gevangengenomen. Er werd een tentenkamp opgezet voor de gevangenen. De overlevenden onder de Nederlanders werden uiteindelijk via het al iets eerder ingenomen Kevelaer teruggebracht naar de plaatsen van herkomst.

## Monumenten, begraafplaatsen en herinneringsstukken

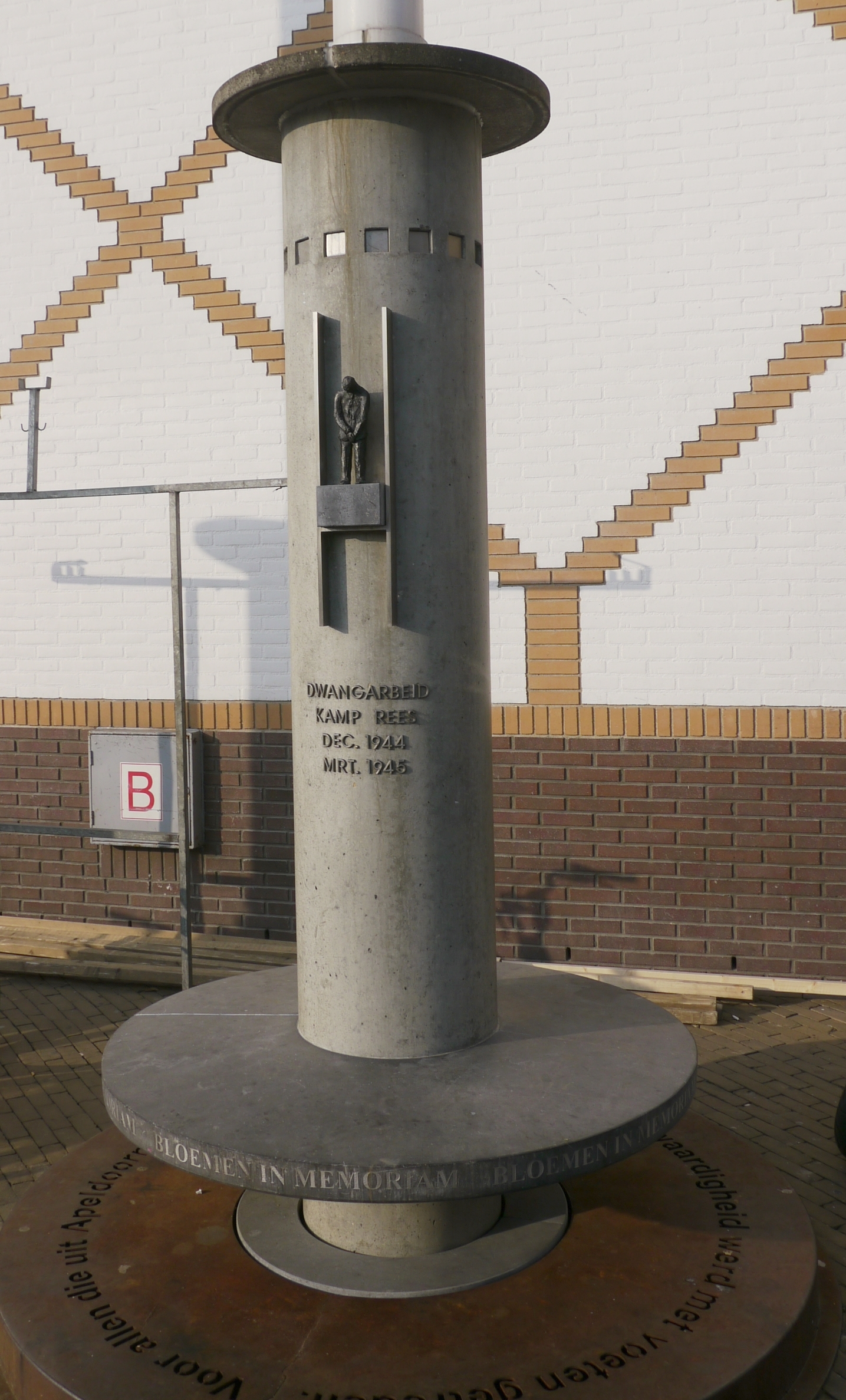
Tirza Verrips: De dwangarbeider, (2004)
Monument in Apeldoorn ter herinnering aan de dwangarbeiders en gevallenen in Kamp Rees

- In Bienen, tegenwoordig onderdeel van de gemeente Rees, zijn aan de muur van het rooms-katholieke kerkhof plaquettes bevestigd ter herinnering aan het kamp en de gestorven dwangarbeiders en aan de ter plaatse gesneuvelde Schotse en Canadese soldaten.
- Op 2 december 2004 werd in Apeldoorn het monument 'De Dwangarbeider' onthuld. Het beeld, ontworpen door Tirza Verrips, is bevestigd aan een van de zuilen van het stadhuis aan het Marktplein.[4]
- De lijst met begraafplaatsen van de slachtoffers is lang.[5]
- Op de historische locatie aan de Melatenweg in Rees werd in 2010 een informatiebord aangebracht en dezelfde dag liep een groep mensen naar het Nederlandse grensdorp Megchelen, waar een herinneringsmonument werd onthuld gemaakt door Piet Sluiter.
- Het 'Achterhoeks Museum 1940-1945' in Hengelo (Gelderland) bezit door een schenking sinds 2013 een origineel metalen kampnummer dat door de dwangarbeiders steeds moest worden gedragen.[6]

## Overig
In de CODA bevinden zich twee originele metalen plaatjes met kampnummers van de gebroeders Bruens. In de CODA bevindt zich eveneens een dossier voorzien van het nummer 295. Dit dossier is openbaar en bevat vele stukken over Kamp Rees.